# 土屋正忠
土屋 正忠（つちや まさただ、1942年（昭和17年）1月13日 - ）は、日本の政治家。自由民主党所属の元衆議院議員（3期）。武蔵野市職員から同市議会議員を経て、武蔵野市長に就任（41歳）。64歳で国政に転出し、総務大臣政務官、総務副大臣などを歴任。衆議院では法務委員会理事、憲法審査会委員などを歴任。日本野鳥の会顧問を務める。

## 来歴

### 生い立ち
幼くして父を亡くし、母とともに東京都区内から武蔵野市に転出。武蔵野市立第三小学校、武蔵野市立第三中学校、東京都立武蔵高等学校、早稲田大学法学部を卒業し、武蔵野市役所に就職。
武蔵野市役所では市職員労働組合の執行役員を務めたが、革新市政に疑問を抱くようになり退職し、武蔵野市議会議員選挙に立候補。1975年統一地方選挙で当選し、無所属保守系の武蔵野市議会議員として2期を務めた。

### 市長として
1983年、武蔵野市長選挙に自民党・新自由クラブ推薦で立候補。現職の藤元政信（日本社会党・日本共産党推薦）を僅差で制し初当選。2005年まで武蔵野市長を6期22年歴任。
1995年11月、武蔵野市コミュニティバス「ムーバス」を運行開始。コミュニティバスを初めて導入した人物である。
武蔵野市政のみならず、多摩地域全体の課題にも関わり、1990年代の日の出町ごみ処分場建設問題では、東京都三多摩地域廃棄物広域処分組合長として建設を推進した。
またJR中央線連続立体交差事業推進協議会長として、三鷹駅 - 立川駅間の高架化事業に取り組んだ。1996年に東京都市長会長に就任。
国の審議会委員の経験も多く、文部科学省中央教育審議会臨時委員、国土交通省社会資本整備委員会委員などを歴任。

### 国政進出
2005年、第44回衆議院議員総選挙では、武蔵野市長を辞任し、鳩山邦夫が国替えで空席になっていた東京18区より立候補。小選挙区では落選するも比例復活で初当選。小泉チルドレンのなかで政治キャリアの最年長であり、83会の会長に就任。
2006年、第1次安倍内閣で総務大臣政務官（地方行財政、消防）に任命される。当時の総務大臣は菅義偉。
2009年、第45回衆議院議員総選挙では小選挙区で菅直人に敗れ、比例復活も果たせず落選。浪人中、武蔵野大学講師などを務めた。
2012年、第46回衆議院議員総選挙では、土屋のほか、民主党公認の菅直人、神奈川11区から国替えした横粂勝仁（無所属）、日本維新の会、日本未来の党、日本共産党から6名の候補者が乱立するなか、小選挙区で当選。
衆議院議員復帰後は、政務調査会総務部会長などで活動する。
2014年、第47回衆議院議員総選挙では、再び小選挙区で当選（3選）。2015年総務副大臣（地方自治行政と消防、選挙、行政改革、公務員制度改革などの担当）に就任。
2016年9月から法務委員会理事、総務委員会委員、憲法審査会委員に就任。
2017年、第48回衆議院議員総選挙では、党内規である73歳比例定年制の対象者であるため比例重複はできず、小選挙区のみで立候補。民進党を離党し立憲民主党から立候補した菅直人と、希望の党公認で元テレビ東京記者の鴇田敦の三つ巴となるが、僅差で菅に敗北し落選。
選挙後、落選者の支援に注力する二階派に入会している。
2021年、第49回衆議院議員総選挙には出馬せず東京18区の後任支部長となった長島昭久を支持した、長島は小選挙区では菅に敗れたが比例復活で当選した。
2024年10月10日、東京地裁は土屋らが武蔵野市に対し松下玲子前市長に9億9千万円余りを請求するよう求めた住民訴訟を棄却。土屋は判決を不服として控訴した。2025年6月12日、東京高裁は一審判決を支持し、土屋の控訴を棄却した。

## 政策・主張

### 憲法
- 憲法の改正に賛成[10][11][12][13]。改正すべき項目として「戦争放棄と自衛隊」「緊急事態条項」「憲法改正の手続」を挙げる[12][13]。
- 憲法を改正して一院制にすることに反対[10]。

### 皇室
- 女性宮家の創設に反対[10]。

### 地方公務員給与改革「武蔵野ショック」
- 地方自治体の「ムダ遣い撲滅、組合役員のヤミ専従撲滅など、行政改革や定数削減」を推進した。土屋自身の「行政改革の原点は、1983年に全国の自治労と闘った4000万円の高額退職金引き下げ闘争」としている。[14] これにより武蔵野市の市職員の給与は、近隣自治体と同水準となり、「武蔵野ショック」という言葉が現代用語辞典に載ったこともある。[15][16]
- 武蔵野市職員の給与を削減する。当時、「4000万円もの退職金がもらえる公務員天国ぶりを批判し、支持を得た。市長となって、削減の方針を打ち出すと、市職労や自治労は全面的に反対。組合の総決起集会には、約2000人が集まったという。土屋は組合との交渉を重ね、1カ月後、退職金の1000万円引き下げに成功した。」とされている。[17]

### 外交・安全保障
- 日本の防衛力はもっと強化すべき[11][12][13]。
- 他国からの攻撃が予想される場合は先制攻撃もためらうべきではない[11]。
- 日本の核武装について、今後の国際情勢によっては検討すべき[10]。
- 非核三原則の堅持について「どちらとも言えない」[13]。
- 集団的自衛権の行使の容認に賛成[10][11][18]。集団的自衛権の行使を認める安倍内閣の閣議決定を大いに評価する[12]。集団的自衛権の行使を認める安全保障関連法案の成立を評価する[13]。
- 普天間飛行場の移設先は名護市辺野古とすべき[10]。
- 北朝鮮に対しては対話よりも圧力を優先すべき[11]。
- 拉致問題について、1998年2月に拉致被害者家族会が武蔵野市に陳情書を提出した際、家族会の蓮池透副代表が「せめて安否だけでも知りたい」と述べたのに対して当時市長の土屋は「国家治安の問題で、自治体がうんぬんと言うべきではない」「武蔵野市民にはそういう体験がない」と発言した[19][20]。

### 歴史認識
- 第二次世界大戦中、日本がアメリカに対して参戦したことは「やむを得ないことだった」とする[18]。
- 首相の靖国神社への参拝に賛成[18]。首相には靖国神社に参拝してほしい[12]。
- 新追悼施設の建設に反対[18]。

### 政治制度
- 政党への企業・団体献金は、禁止する必要はない[10]。
- 首相公選制の導入に反対[11]。
- 道州制の導入に反対[11]。
- 衆議院の選挙制度を中選挙区制に戻すことに、どちらかと言えば賛成[11]。
- 国会議員の定数を半分に減らすことに、どちらかと言えば反対[11]。

### 税制
- 消費税10%に賛成[13]。長期的に消費税率を10%よりも高くすることに賛成[13]。
- 法人税率の引き下げに、どちらかと言えば反対[12]。
- 所得や資産の多い富裕層に対する課税の強化に、どちらかと言えば賛成[13]。

### 経済
- 日本の環太平洋パートナーシップ協定 (TPP) への参加について、2012年の毎日新聞のアンケートでは「反対」[10]、同年の朝日新聞のアンケートでは「どちらとも言えない」[11] と回答。
- 安倍内閣の経済政策（アベノミクス）を評価する[13]。
- どちらかと言えば、社会的格差が多少あっても経済競争力の向上を優先すべき[12][13]。

### エネルギー政策
- 原子力規制委員会の基準を満たした原子力発電所は再稼働すべき[10][12]。
- 野田内閣が示した2030年代原発ゼロという政府の目標を支持しない[10]。
- 将来も原子力発電所を電力源の一つとして保つべき[12]。

### 社会
- 特定秘密保護法の成立を大いに評価する[12]。
- 共謀罪の成立を大いに評価する[13]。
- 治安のためにプライバシーや個人の権利を制約することにどちらかと言えば賛成[13]。
- 永住外国人に地方参政権を与えることに反対[11][12]。
- 選択的夫婦別姓制度について、2014年のアンケートでは「反対」[12] と回答。ブログでも、夫婦別姓法案は「家族の否定だ」とコメントしていた[21]。2017年のアンケートでは「どちらかと言えば反対」と回答[13]。
- 同性婚を法律で認めることに、どちらかと言えば反対[13]。
- 最高裁判所が、2013年9月4日に相続において婚外子を差別する民法の規定が違憲であるとの判断をくだし[22]、民法が改正されることになったことについて、「今回の判決並びに民法改正によって、事実婚の子供は非嫡出子なので影響がなく、嫡出子だけが不利益を被り、利益を得るのは不貞の子供だけ」として最高裁判所の判決を批判した[23]。
- 児童ポルノ規制法の処罰対象を実写映像・写真のみならず、描写物・CGの単純所持と製造にも拡大すべきと主張[24][25]。
- カジノの解禁に、どちらかと言えば賛成[12]。
- 首都直下地震対策特別措置法を提案[26]。

### 教育
- 道徳教育をもっと充実させるべき[11]。
- いじめ防止対策推進法を提案[27]。
- 幼稚園・保育所から大学までの教育無償化については「どちらとも言えない」[13]。
- 子どもたちの有害サイト閲覧を防ぐため、NTTドコモ・KDDI・ソフトバンクの3社の社長に対して自主規制を厳しく要請。これを受け、18歳未満の使用者に対して携帯電話のフィルタリング (有害サイトアクセス制限)が実施されることに。[28]

### 武蔵野市長時代の政策
- コミュニティバス「ムーバス」の運行などを実施[29]。
- 東京都三多摩地域廃棄物広域処分組合長として、行政代執行にて日の出町ごみ処理場を建設[30]。
- 中央線連続立体交差事業推進協議会長として、中央線三鷹 - 立川高架化事業に取り組んだ（高架化は完成）。
- 一方で、強烈なカリスマで市職員を指揮し、市議会で野党と対立も辞さない姿勢から、しばし首長多選問題の象徴とされた[31]。
- 保険料方式による介護保険制度を、利用者のモラルハザードを招き介護予算の増大に歯止めが掛からなくなると強く主張し、国の介護保険制度反対を呼びかける書簡を全国の市長に郵送。また導入に賛成した菅直人厚生大臣と一対一の公開討論会を武蔵野市内で開催するなど反対運動を行った[32]。

## 不祥事・論争

### 交際費違法支出問題
土屋が武蔵野市長だった頃、元武蔵野市議のライブハウス営業開始の祝いや寺の住職の承継披露への祝い金など、交際費6件を違法に支出したとして、市民が7万5千円の返還を求めた住民訴訟で、最高裁は2006年、6件のうち3件の違法性を認定し、土屋に5万円の返還を命じた。これにより土屋の敗訴が確定した。土屋はブログで「最高裁判決は、市長の役割を十分理解していない問題のある一審・二審の判決をそのまま容認したものであり、誠に残念」とコメントした。

### 『ヒトラー選挙戦略 現代選挙必勝のバイブル』への推薦文
1994年『ヒトラー選挙戦略 現代選挙必勝のバイブル』（自民党東京都支部連合会の広報部長・小粥義雄が執筆）への土屋が書いた推薦文が、『週刊東京政経通信』1994年5月5日号に掲載された。土屋の推薦文は「現場にいて、政治に青春をかけた著者は、ヒトラーの選挙戦略という刺激的な言葉を使って、国民に政治参加を呼びかけている。同感！青年よ、観客席からグランドへ」という内容であった。

### 詰め寄った民進党議員に暴言
国会で共謀罪の審議中に民進党議員が金田勝年法相に質問し、代理として答弁しようとした刑事局長の林眞琴を、さらに答弁は不要と金田が遮った。これに抗議して鈴木淳司委員長の席に集まった民進党議員に「テロ行為だ」と叫んだ。このヤジに撤回を求めた所、竹下亘国対委員長は「事実関係を確認する」と応えた。

### 長崎市長による平和宣言を批判
長崎市の田上富久市長が、2014年8月9日の長崎原爆犠牲者慰霊平和祈念式典で読み上げた平和宣言で、集団的自衛権の行使容認に対する被爆者らの懸念に言及したことについて、自身のブログで「平和を維持するための政治的選択について語りたいなら、長崎市長を辞職して国政に出ることだ」と批判した。これに対して田上長崎市長は、「今の長崎の思いをしっかり伝えられたかどうかが大切。平和宣言として伝えるべき内容だった」と強調した。

## 所属していた団体・議員連盟
- 日本会議国会議員懇談会[38]
- 神道政治連盟国会議員懇談会[38]
- みんなで靖国神社に参拝する国会議員の会[38]
- 創生「日本」[38]
- 日華議員懇談会
- 日韓議員連盟
- 都市農業研究会
- 子どもの元気！農山漁村で育むプロジェクト小委員会
- 家族の絆特命委員会

## 役職
- 自由民主党政務調査会総務部会長
- 裁判官訴追委員会第一予備員
- 憲法審査会委員
- 地方制度調査会委員
- 自由民主党東京都第18選挙区支部長
- 自民党中央政治大学院副学院長
- 治安・テロ対策特別委員会事務局長
- 武蔵野大学講師
- 日本野鳥の会理事
- 「ダイナミック日本・地域の力」フォーラム主宰

## 家族 親族
- 娘の土屋ゆう子は正忠の秘書を務めた[39]。2021年7月4日施行の東京都議会議員選挙に武蔵野市選挙区から自民党公認で出馬するも、長年のライバルでもある、菅や松下玲子武蔵野市長が推す、立憲民主党公認の五十嵐衣里に敗れ、落選した[40]。

## 著書
- 『ムーバス快走す - 一通の手紙から生まれた武蔵野市のコミュニティバス』ぎょうせい ISBN 4324050376
- 『ムーバスの思想 武蔵野市の実践』東洋経済新報社 ISBN 4492222529
- 『武蔵野 草の根からの行革』東洋経済新報社 ISBN 4492220607
- 『武蔵野から都市の未来を考える』東洋経済新報社 ISBN 4492221492
- 『介護保険をどうする - 市長からの「改革」提言』日本経済新聞社 ISBN 4532163226
- 『青年よ故郷に帰って市長になろう 地方から日本の変革を』（共著）読売新聞社 ISBN 4643940107
- 『学童保育ここに始まる - 武蔵野市の「ともだちの家」』（編著）花伝社 ISBN 476340329X